# Jovan Hadži
Jovan Hadži, né le 22 novembre 1884 à Temišvar et mort le 11 décembre 1972 à Ljubljana, est un zoologiste yougoslave. 

## Biographie
Il était d'origine serbe.

## Publications
- (en) J. Hadži, « An Attempt to Reconstruct the System of Animal Classification », in Systematic Zoology, vol. 2, no 4, 1953, p. 145-154. DOI 10.2307/sysbio/2.4.145 JSTOR:2411558
- (en) J. Hadzi, The Evolution of the Metazoa, Pergamon Press, Oxford / Macmillan Company, New York, 1963, 499 p. [lire en ligne]